# Lovecký roh (heraldika)
Lovecký roh jako v heraldice je termín používaný pro označení loveckého rohu se stuhou k zavěšení, coby heraldické figury.

## Symbolika
Lovecký roh obvykle symbolizuje právo lovu na určitém území, případně významné lovecké dovednosti nositele. Jako heraldický prvek má obvykle tvar zahnutého zvířecího rohu se stuhou nebo bez ní, a jen málokdy má tvar plného kruhu. V takovém případě se ve francouzské heraldice nazývá trompe de chasse nebo cor de chasse a lze jej zaměnit s poštovním rohem, který se používá k symbolizaci poštovních práv.

## Obyčejné heraldické postavení
Obvykle je znázorňován jako zakřivený roh se zvonem otočeným doprava (s nátrubkem na levé straně). Závěsná stuha je vetkána do ondřejského kříže.

## Heraldické atributy
- Vykládaný, je-li vnitřek z jiného smaltu
- Zdobený, kroužkovaný, má-li smaltované zdobení či kroužky různé barvy
- Vázané, je-li stuha z jiného smaltu

## Příklady v heraldice

Znak Krnovského knížectví
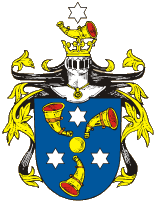
Znak města Krnova
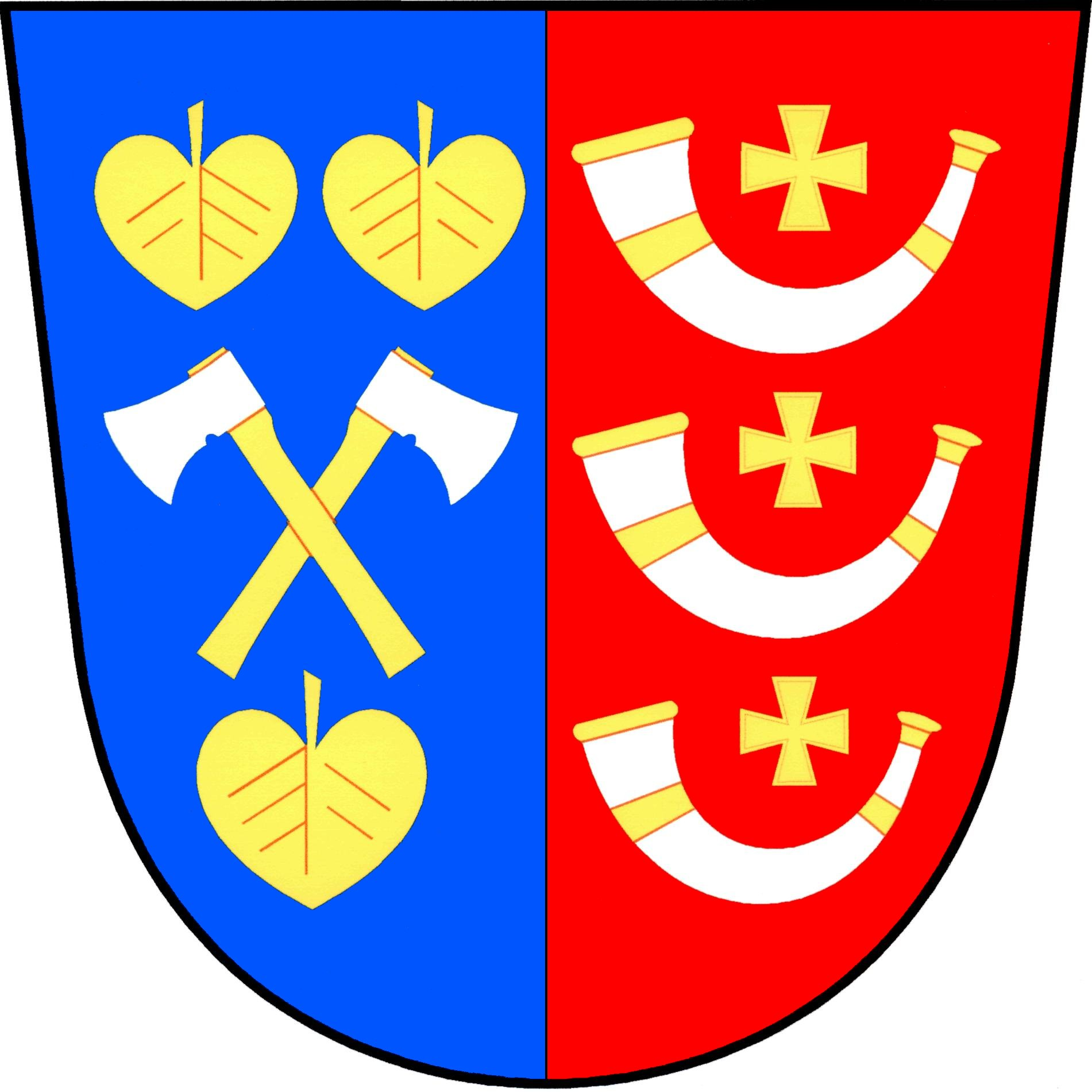
Znak obce Lípová v okrese Cheb
Roh zdobený zlatem (Altheim, Německo)
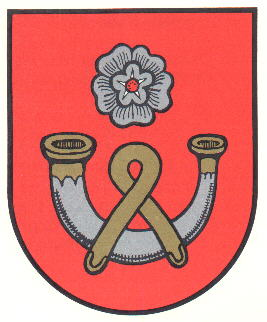
Roh zlatě zdobení (Hetthorn, Loxstedt, Německo)
Zlatý roh černě vázaný (Kopyľ, Bělorusko)
Tři lovecké rohy pod sebou (Bedmar, Španělsko)
V modrém poli stříbrný roh s červenou stuhou a tři zlaté hvězdice (Villefort, Francie)
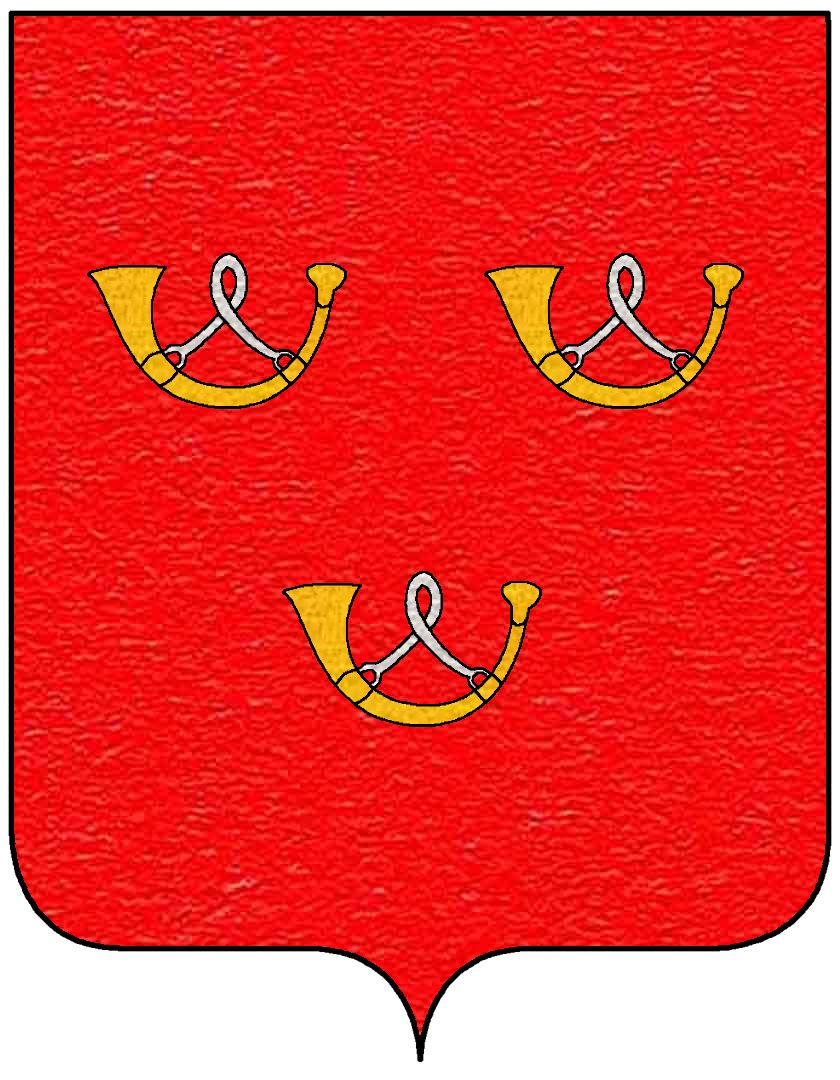
Tři lovecké zlaté rohy se stříbrnou stuhou v červeném poli (rod Nazzariů, hrabata z Callabiany)
V modrém poli zlatá lovecká trubka, v horním červeném břevně stříbrné stromy (Chantilly, Francie)